# 王世雍
王世雍（1501年—？），字堯治，山東袞州府東平州汶上縣人，民籍，明朝政治人物。

## 生平
嘉靖十年（1531年）辛卯科山東鄉試第三十五名舉人。嘉靖十四年（1535年）中式乙未科會試第一百五十一名，登第三甲第九十二名進士。初授藳城令，历任河南按察司信陽兵备副使。父王杲为主藏者所陷，戍雷州，公弃官来省，恋恋不忍去。一夕杲与客弈，夜五鼓遽卒，遂扶榇归。一时与李中丞璋子谆、冯御史恩子时可俱以孝称，为世所艳慕云。晚作“怡怡园”，与诸昆游息其中。又约率真会，皆布衣之交。

## 家族
曾祖王釗；祖父王端，封知縣進監察御史服色 贈太僕寺少卿；父王杲，曾任大理寺右少卿。母郭氏（累贈恭人）；繼母許氏（封孺人贈恭人）；繼母李氏。具慶下。